# Bigger and Deffer
Albums de LL Cool J
Radio
(1985) Walking with a Panther
(1989)
Singles
1. I'm Bad
Sortie : 13 juin 1987
2. I Need Love
Sortie : 2 juillet 1987
3. Go Cut Creator Go
Sortie : 15 octobre 1987

Bigger and Deffer est le deuxième album studio de LL Cool J, sorti le 22 juillet 1987.
L'album s'est classé 1er au Top R&B/Hip-Hop Albums et 3e au Billboard 200 et a été certifié double disque de platine par la Recording Industry Association of America (RIAA) le 9 novembre 1989.
Le titre I Need Love est une des premières chansons de New jack swing, mêlant rap et RnB. Il a atteint la première place du Hot R&B/Hip-Hop Songs.

## Liste des titres
| No  | Titre                   | Contient un (des) sample(s) de | Durée |
| --- | ----------------------- | --- | ----- |
| 1.  | I'm Bad                 | Courageous Cat and Minute Mouse de Johnny Holiday Theme From S.W.A.T. de Rhythm Heritage Daisy Lady de 7th Wonder Rock the Bells de LL Cool J | 4:39  |
| 2.  | Kanday                  | I Got You (I Feel Good) de James Brown | 3:59  |
| 3.  | Get Down                | Theme From Shaft d'Isaac Hayes Funkin' for Jamaica (N.Y.) de Tom Browne Bounce, Rock, Skate, Roll de Vaughan Mason & Crew La Di Da Di de Doug E. Fresh et Slick Rick Leader of the Pack d'UTFO Kool Is Back de Funk, Inc. Here We Go (Live at the Funhouse) de Run–D.M.C. So Early in the Morning de Trouble Funk Rock Box de Run–D.M.C. Jam Master Jay de Run–D.M.C. Hit It Run de Run–D.M.C. | 3:23  |
| 4.  | Bristol Hotel           | Get Me Back on Time, Engine #9 de Wilson Pickett You'll Like It Too de Funkadelic | 2:43  |
| 5.  | My Rhyme Ain't Done     | | 3:45  |
| 6.  | .357 – Break It on Down | | 4:05  |
| 7.  | Go Cut Creator Go       | Johnny B. Goode de Chuck Berry Rock Around the Clock de Bill Haley & the Comets Roll Over Beethoven de Chuck Berry Eulogy de Richard Pryor Slow and Low des Beastie Boys Rock the Bells de LL Cool J Hit It Run de Run–D.M.C. | 3:57  |
| 8.  | Breakthrough            | Breakthrough d'Isaac Hayes | 4:04  |
| 9.  | I Need Love             | | 5:23  |
| 10. | Ahh, Let's Get Ill      | Encore (12" Dance Version) de Cheryl Lynn | 3:45  |
| 11. | The Do Wop              | Over and Over Again des Moonglows | 4:59  |
| 12. | On the Ill Tip (Skit)   | | 0:31  |